# Bertrand de La Chapelle
Bertrand de La Chapelle est un prélat français du XIVe siècle, archevêque-comte de Vienne.

## Biographie
La Chapelle est intronisé archevêque-comte de Vienne en 1327. Il a beaucoup de démêlés avec le dauphin de Viennois, Humbert.
En 1333, Philippe de Valois qui aspire à se rendre maître de  Ste-Colombe, renouvelle à l'archevêque et au chapitre métropolitain ses prétentions sur le faubourg de Ste-Colombe.  Le chapitre soutient ses droits avec la plus grande énergie; mais Bertrand de la Chapelle accorde au roi de France tout ce qu'il lui demande, ce qui le rendit odieux au clergé et au peuple de Vienne. Pour se mettre à couvert des mauvais effets de la haine publique, il quitte la ville et la médiation du pape devient nécessaire pour que les Viennois le reconnaissent de nouveau comme véritable et légitime pasteur.
Une bulle de Jean XXII de février 1334, ordonne que les partis lui envoient des députés porteurs des pièces justificatives de leurs droits, pour qu'il pût juger en connaissance de cause de la validité des oppositions. Mais Philippe VI ne s'amuse point à suivre cette procédure; sans attendre davantage, il s'empara de Ste-Colombe. Il
unit ce faubourg de Vienne à son royaume, le fortifie et fait construire à l'entrée du pont une tour carrée.